# Serra Negra (kommun)
Serra Negra är en kommun i Brasilien.   Den ligger i delstaten São Paulo, i den sydöstra delen av landet, 800 km söder om huvudstaden Brasília. Antalet invånare är 26 362.
Följande samhällen finns i Serra Negra:
- Serra Negra

Omgivningarna runt Serra Negra är en mosaik av jordbruksmark och naturlig växtlighet. Runt Serra Negra är det ganska tätbefolkat, med 104 invånare per kvadratkilometer.